# Đội tuyển Fed Cup Áo
Đội tuyển Fed Cup Áo đại diện Áo ở giải đấu quần vợt Fed Cup và được quản lý bởi Hiệp hội Quần vợt Áo. Đội hiện tại thi đấu ở Nhóm I khu vực Âu/Phi.

## Lịch sử
Áo tham gia kì Fed Cup đầu tiên vào năm 1963. Đội từng 3 lần vào bán kết.

## Đội hình hiện tại (2017)
- Barbara Haas
- Tamira Paszek
- Julia Grabher
- Pia König